# A Hard Day's Night (sång)
A Hard Day’s Night (Lennon/McCartney) är en låt från 1964, framförd av The Beatles.

## Låten och inspelningen
Titelspåret till filmen från 1964 fick sitt namn efter en kommentar från Ringo Starr efter en krävande dag av filmande. John Lennon skrev därefter låten ganska snabbt och den spelades in 16 april 1964. Både Johns och Pauls sång är dubblerad liksom Georges solo. Extra slagverk lades också på och låtens arrangemang (med akustisk och elektrisk gitarr i samspel) kom att inspirera bland andra The Byrds. Låten släpptes även på singel i England utöver att vara titelspår på LP:n A Hard Day's Night som släpptes i USA 26 juni 1964 och i Storbritannien 10 juli 1964.
I versens melodi hamrar Lennon på samma ton. Det är ett av hans typiska drag. Sången har komponerats i mixolydisk skala, en antik tonskala som övergavs i början av 1600-talet, men bevarats i brittisk och irländsk folkmusik.. Sångens vers har långa glidande toner (glissando). Melodin liknar den irländska kärleksvisan "Donal Óg", som har samma långa toner i glissando. Glissandon finns även i den engelska balladen "The Three Babes".

## Listplaceringar
| Lista (1964)   | Position              |
| -------------- | --------------------- |
| Australien     | 1                     |
| Finland        | 1                     |
| Flandern       | 4                     |
| Irland         | 1                     |
| Kanada         | 1                     |
| Nederländerna  | 1                     |
| Norge          | 1 (VG-lista)          |
| Nya Zeeland    | 1 (Lever Hit Parade)  |
| Storbritannien | 1                     |
| Sverige        | 1 (Kvällstoppen)      |
| Sverige        | 1 (Tio i topp)        |
| USA            | 1 (Billboard Hot 100) |
| Vallonien      | 8                     |
| Västtyskland   | 2                     |